# 비등수형 원자로

비등수형 원자로 Mark I의 일반적인 단면도

비등수형 원자로(沸騰水型 原子爐, Boiling Water Reactor, BWR)은 경수를 쓰는 발전용 원자로 종류 중 하나이며, 가압수형 원자로와 더불어 두 번째로 전력생산에 많이 쓰이는 원자로이다. BWR은 아이다호 국립 연구소와 제너럴 일렉트릭이 1950년대 중반에 개발했으며, 현재 제너럴 일렉트릭에선 전문적으로 비등수형 원자로를 다루면서 이 노형의 건설이 중단되거나 패쇄되기도 하였다. 지금은 개량형 비등수형 원자로(ABWR)가 건설되고 있다.
후쿠시마 제1 원자력 발전소 사고도 제네럴 일렉트릭이 건설한 BWR노형을 사용했다.

## 전체보기
비등수형 원자로는 경수를 냉각재와 중성자 감속재로 사용한다. 열은 원자로 노심에서 핵분열로 만들어져, 물을 끓이고 증기를 발생시킨다. 이 증기는 터빈을 돌리고, 터빈을 돌린 물은 응축기를 거친후 다시 노심으로 들어가는걸 반복한다. 냉각수는 7.6 MPa정도의 압력을 받으며, 285 °C에서 비등한다. 이와 대조적으로 가압수형 원자로에서는 원자로 내를 도는 1차 계통에 16 MPa의 압력을 걸어 비등하지 못하게 만든다.

## 주요 부분과 체계에 대한 설명
격납용기 속에는 원자로 압력용기와 재순환펌프가 있으며, 가압수형원자로와 달리 증기발생기가 없다. 원자로용기에서 나온 증기는 격리밸브를 거쳐 터빈발전기를 돌리고 복수기에서 물로 되돌아간 후, 이 물이 복수펌프, 저온급수가열기, 급수펌프, 고온급수가열기를 통과해 다시 격리밸브를 거쳐 격납용기로 돌아와 급수터빈에서 원자로용기 속으로 보내진다.

### 급수

비등수형 원자로의 발전구조

증기는 터빈을 돌리고 저압 터빈밑에 위치한 응축기에서 액체로 변하게 된다. 물은 여러 터빈에서 나온 증기에서 나온 열을 이용하여 예열기에서 온도를 높인다. 예열기에서 나온 물은 가압용기로 들어가서 노즐에서 고압으로 연료 집합체 위로 뿌려지게 되지만, 물이 차있는 곳 까진 뿌려지지 않는다.
급수된 물은 노심의 맨 밑으로 내려가 분류기에서 다른 물과 합쳐지게 된다. 급수된 물은 증기 분리기에서 포화된 물에 의해 과냉각 된다. 이 물은 다시 밑으로 내려가 압력용기의 맨 밑에 도달하게 된다. 이 물은 제트 펌프나 전체적인 순환 펌프의 도움을 받기도 한다. 어쨌든 이 물은 180도까지 온도가 올라가게 되고 원자로 노심의 맨 밑으로 올라가게 된다. 물은 연료 채널을 거치면서 12~15%의 포화 수증기로 바뀌게 되며, 일반적인 노심에선 약 45,000,000kg/h과 6,500,000kg/h의 증기흐름을 가지게 된다. 이것들은 최종 안전 진단 보고서나 노심 최대운용 보고서를 참조로 발전소의 기술적 특성에 따라 밸브로 분리되게 된다.
노심에서 발생한 열은 원자로 압력 용기에서 순환 펌프의 도움을 받아 순환한다. 순환펌프를 이용하면 매우 손쉽게 출력을 조절할 수 있지만, 비등수형 원자로는 열 순환을 위해 원자로 압력용기에다가 순환 펌프를 달지 않게 설계할 수 있다. 순환 펌프를 이용하여 순환을 조절하는 것으로 열에너지를 쉽게 조절할 수 있게 된다.
물과 증기의 흐름은 노심의 맨 윗부분에 들어오게 되는데, 맨 윗부분에는 측판이 달려있다. 이 부분을 높이는 것은 자연적인 열순환을 증가시킨다. 맨 윗부분에는 기수분리기가 있다. 이 기수분리기에 의해 증기는 위로 향하게 되고, 물은 밑으로 내려가게 된다. 밑부분에서 다시 물은 급수된 물과 섞이게 되고 순환을 계속하게 된다.
포화증기는 노심을 나간후 증기 건조기를 거치게 된다. 건조기를 거친후 증기는 네개의 주요 증기 배관을 타고 터빈을 돌리러 간다

### 제어 시스템
비등수형 원자로를 조정하는 방법은 2가지가 있다
- 제어봉의 인출/삽입

제어봉을 조정하는 것은 비등수형 원자로를 시동할 때 일반적으로 쓰이는 방법이다. 제어봉을 삽입하면 중성자가 흡수되어 출력이 떨어지게 되고, 반대로 제어봉을 인출하면 출력이 높아지게 된다. 순환 시스템을 가지고 있지 않은 초기의 BWR이나 제안된 ESBWR에선 제어봉을 조정하여 0에서 100%까지 출력을 조절할 수 있었다. 이보다 나은 조종 방법으로 원자로의 수량을 조절하는 것이 등장하였다.
- 노심내의 물의 흐름을 조절

노심에 들어가는 수량을 조절하는 건 일반적이면서도 간편한 방법이다. "100% rod line"운전을 하면서, 출력은 원자로의 순환시스템을 조절하여 30~100%를 유지한다. 들어오는 물이 많으면, 보이드가 많이 없어지게 되고 감속재인 경수가 많아지게 되어 출력이 높아지지만, 물이 적게 되면 보이드가 많이 생기게 되어 경수가 줄어들어 원자로의 출력이 줄어들게 된다.

### 증기 터빈
노심을 나간 증기는 기수분리기를 거친후 건조장치를 거쳐 바로 터빈으로 들어가게 된다. 터빈도 원자로 순환중 한부분인데, 노심을 돌고난 냉각수에는 방사능 원소의 흔적이 남게 되며, 터빈은 일반적인 운전시 차폐되어야 하며, 그리고 유지되는 동안 방사능에 대해 보호받아야 한다. 이점이 비등수형 원자로의 운전과 유지에 비용이 상승하게 되지만, 간단한 디자인과 열효율이 PWR과 마찬가지로 높은점으로 인해서 상쇄된다. 대부분 물에 포함된 방사능 물질은 매우 짧은 반감기를 띠고 있으며, 이로 인해서 터빈에 들어오면서 원자로는 그 후에 꺼지게 된다

## 안전 시스템
가압수형 원자로와 마찬가지로, 비등수형 원자로는 원자로를 정지시킨 후에도 핵분열 잔재물로 인해서 열을 계속 발생시키며, 이는 모든 안전시스템이 실패하고, 노심에 더 이상 냉각수를 공급할 수 없을 때 노심에 치명적인 악영향을 미치게 된다. 또한 가압수형 원자로처럼, 비등수형 원자로에도 음의 보이드 효과가 있어, 중성자와 열출력이 감소하게 되면, 액체상태의 물이 노심 안에서 증기로 변하게 된다.
그러나, 가압수형 원자로는 노심안에 증기가 없지만, 비등수형 원자로의 증기압이 갑자기 상승(예를 들어 원자로의 주요 증기 격리밸브가 작동)하게 되면, 액체상태의 물이 증기로 되는 양이 줄어들게 된다. 물이 증기로 되는 양은 중성자 감속과 연관되므로, 원자로 출력은 올라가게 된다.
비등수형 원자로는 압력억제실을 만들어, 만약 압력이 높아지게 되면, 안전 밸브가 작동하게 되어 압력을 밖으로 빼게 된다. BWR/1-BWR/6 모델에는 이 밸브가 11개 있다(7개는 ADS 부분에 포함되어 있다) 그리고 개량형 비등수형 원자로에는 18개의 안전 밸브가 설치되어 있으며, 기능을 멈췄어도 몇 개의 밸브가 가동하여 증기압을 낮춘다. 게다가 원자로는 이런 사태가 압력용기에 영향을 주기 전에 빠르게 정지해버린다.
비등수형 원자로의 모든 안전시스템이 실패해도, 각각의 원자로는 1.2~2.4m의 강철을 넣은 강화 콘크리트 건물로 디자인되어 생태계로부터 원자로를 격리시킨다. 원자로 건물 내벽과 격납용기 외벽 사이에는 공학적 안전시설, 냉각재 정화계, 잔류열 제거계, 사용 후 연료 저장조, 환기계 등이 있다.

## 참고 문헌
1. ↑  Staff, USNRC Technical Training Center (2002년 9월 27일). 《GE Technology Manual (R-304B)》. 3rd (of 8 files) Revision 0197판. Chattanooga, Tennessee, United States of America: Office for Analysis and Evaluation of Operational Data, U.S. Nuclear Regulatory Commission. 2.5.2쪽. 2009년 11월 15일에 확인함.[깨진 링크(과거 내용 찾기)]
2. ↑  Various GE promotional slideshows & ABWR Tier 2 Design Control Document, USNRC

## 같이 보기
- 후쿠시마 제1 원자력 발전소 사고